# وزارة التضامن والإدماج الاجتماعي والأسرة (المغرب)
وزارة التضامن والإدماج الاجتماعي والأسرة هي وزارة في الحكومة المغربية، مكلفة بمهمة إعداد وتنفيذ السياسة الحكومية في مجالات التضامن والمرأة والأُسْرَة والتنمية الاجتماعية، وذلك بتنسيق مع القطاعات المعنية.

## مهام الوزارة
- إعداد إستراتيجية حكومية للتضامن والمرأة والأُسْرَة والتنمية الاجتماعية وتتبع تنفيذ برامجها وتقييمها
- المساهمة في إعداد وتحيين وتطوير النصوص التشريعية والتنظيمية المتعلقة بمجالات التضامن والمرأة والطفولة والأشخاص في وضعية إعاقة والأشخاص المسنين والأُسْرَة والتنمية الاجتماعية، وملاءمتها مع المواثيق الدولية والاتفاقيات المصادق عليها من طرف المملكة المغربية
- إنجاز الدراسات المتعلقة بمجالات التضامن والمرأة والأُسْرَة والتنمية الاجتماعية وإعداد التقارير بشأنها
- المساهمة في وضع وتنفيذ البرامج والتدابير لمحاربة مختلف الآفات المرتبطة باختصاصات الوزارة
- المساهمة في إعداد بـرامج التنميـة الاجتماعيـة بتنسيق مع القطاعات والجهات المعنية
- إعداد وتنفيذ البرامج الرامية لتقوية الأُسْرَة والنهوض الاجتماعي بأوضاع الطفولة بتنسيق مع القطاعات والجهات المعنية
- إعداد وتتبع تنفيذ برامج النهوض بحقوق المرأة، والعمل على تقوية أوضاعها القانونية ومشاركتها في التنمية، وذلك بتنسيق مع الجهات المعنية
- مواكبة ومراقبة المراكز الإجتماعية المحدثة في إطاراختصاصات الوزارة
- المساهمة في تفعيل وإعمال أدوات الوقاية من الآفات الاجتماعية ذات الصلة
- المساهمة في تحسين ظروف الإدماج الاجتماعي، والسوسيو مهني للمواطنين في وضعية صعبة لاسيما منهم الأشخاص في وضعية إعاقة والأشخاص المسنين
- تقوية وتفعيل روابط التضامن والشراكة والتعاون في مجال اختصاصات الوزارة

## الهيكل التنظيمي
تشتمل وزارة التضامن والإدماج الاجتماعي والأسرة، بالإضافة إلى ديوان الوزير (ة)، على إدارة مركزية، وتتألف الإدارة المركزية من:
- الكتابة العامة
- المفتشية العامة
- مديرية التنمية الاجتماعية
- مديرية النهوض بحقوق الأشخاص في وضعية إعاقة
- مديرية حماية الأسرة والطفولة والأشخاص المسنين
- مديرية المرأة
- مديرية الموارد البشرية والميزانية والشؤون العامة

## الوزيرات
| السنة       | الوزيرات      |
| ----------- | ------------- |
| 2007 - 2012 | نزهة الصقلي   |
| 2012 - 2019 | بسيمة الحقاوي |
| 2019 - 2021 | جميلة المصلي  |
| 2021 - الآن | عواطف حيار    |

## المؤسسات التابعة للوزارة
تعمل تحت وصاية الوزارة مؤسستان عموميتان هما وكالة التنمية الاجتماعية ومؤسسة التعاون الوطني.

## روابط خارجية
- الجمعية المغربية لحقوق الإنسان
- وكالة التنمية الاجتماعية
- مؤسسة التعاون الوطني